# Atibá
Atibá é uma pequena localidade do Município de Cascais, fundada na década de 1950. Encontra-se dividida entre as freguesias de Cascais e Estoril e Alcabideche, no distrito e área metropolitana de Lisboa, Portugal. O seu topónimo deriva do regionalismo beirão atibar, aplicado ao pequeno curso de água que discorre pelo local.